# Géomys du désert
Geomys arenarius
Espèce
Statut de conservation UICN

 NT  : Quasi menacé
Le Géomys du désert (Geomys arenarius) est un mammifère de la famille des Géomyidés qui rassemble des rongeurs à larges abajoues. On rencontre des populations dans les États de Chihuahua au Mexique et du Texas et du Nouveau-Mexique aux États-Unis.
L'espèce a été décrite pour la première fois en 1895 par un zoologiste américain, Clinton Hart Merriam (1855-1942).

## Liste des sous-espèces
Selon Mammal Species of the World (version 3, 2005)  (5 nov. 2012) :
- sous-espèce Geomys arenarius arenarius
- sous-espèce Geomys arenarius brevirostris